# Выборы в Сенат США в Юте (2022)
Выборы в Сенат США в Юте состоялись 8 ноября 2022 года. Победитель представит штат в верхней палате Конгресса США. Действующий сенатор-республиканец Майк Ли баллотируется на переизбрание. Выборы стали первыми в истории Юты, на которых не представлен кандидат от Демократической партии, поскольку съезд партии решил поддержать независимого кандидата Эвана Макмаллина.
Внутрипартийные выборы в Юте состоялись 28 июня. По результатам всеобщих выборов Ли был переизбран на третий срок.

## Праймериз Республиканской партии
23 апреля 2022 года действующий сенатор Майк Ли набрал более 70% голосов на съезде Республиканской партии Юты и рассматривается ею в качестве основного кандидата. Двое других претендентов на должность в Сенате собрали достаточно подписей, чтобы участвовать в праймериз.

### Кандидаты

#### Номинант
- Майк Ли — действующий сенатор США от штата Юта (с 2011 года)[4][5]

#### Участники праймериз
- Элли Айсом — бизнесвумен, бывший директор отдела институциональных связей Церкви Иисуса Христа Святых последних дней, бывший заместитель главы администрации и директор по коммуникациям губернатора Гэри Герберта[6]
- Бекки Эдвардс[англ.] — член Палаты представителей Юты[англ.] (2009—2018)[7]

#### Кандидаты, исключённые из списка решением Съезда партии
- Эван Барлоу — доцент Государственного университета Уэбера[англ.][8]
- Лой Арлан Брансон — кандидат в Сенат США (2012, 2018)[9]
- Джереми Фридбаум — кандидат в Сенат США (2010, 2012, 2018)[9]
- Лэрд Хэмблин — автор песен[10]

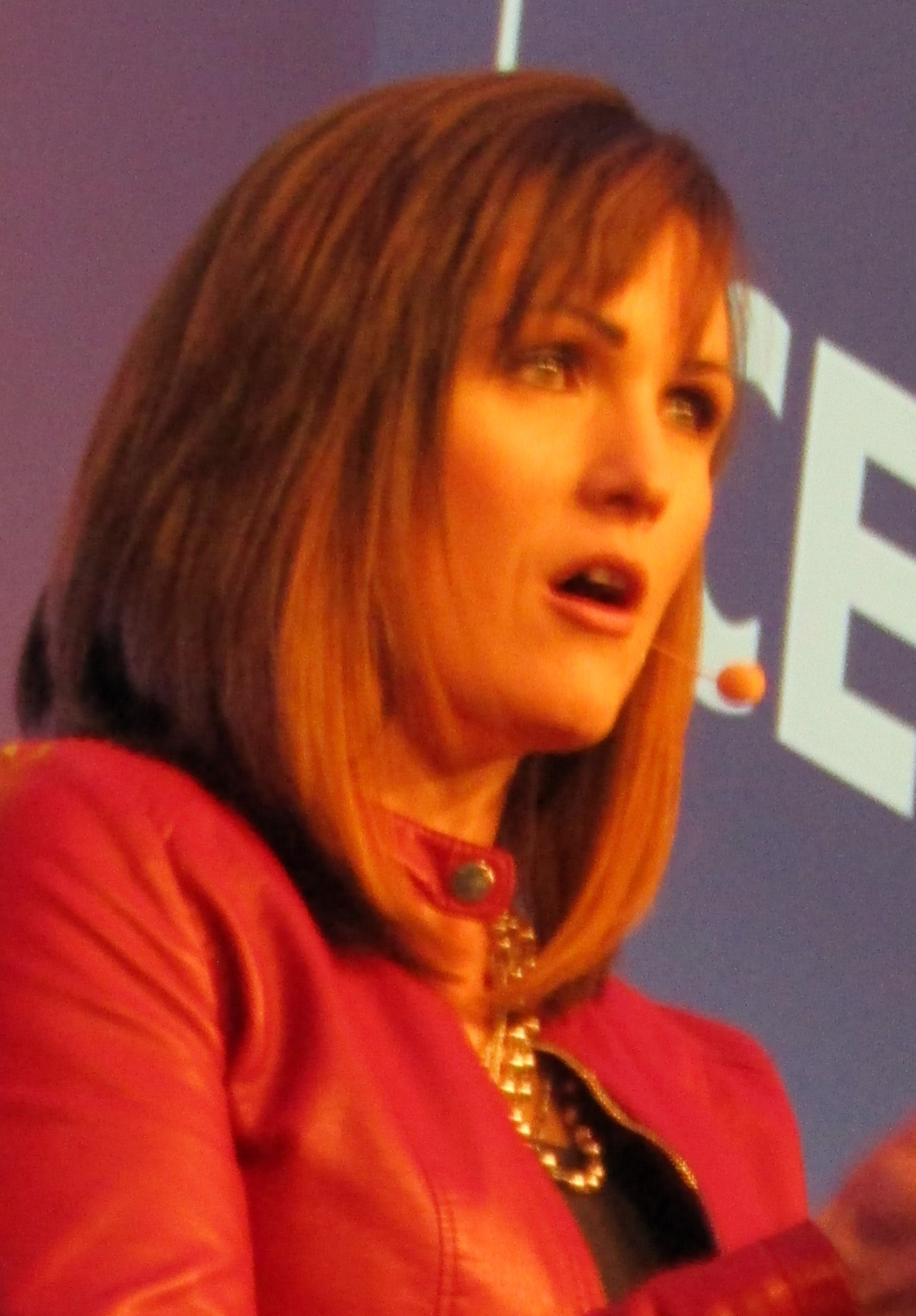
Элли Айсом
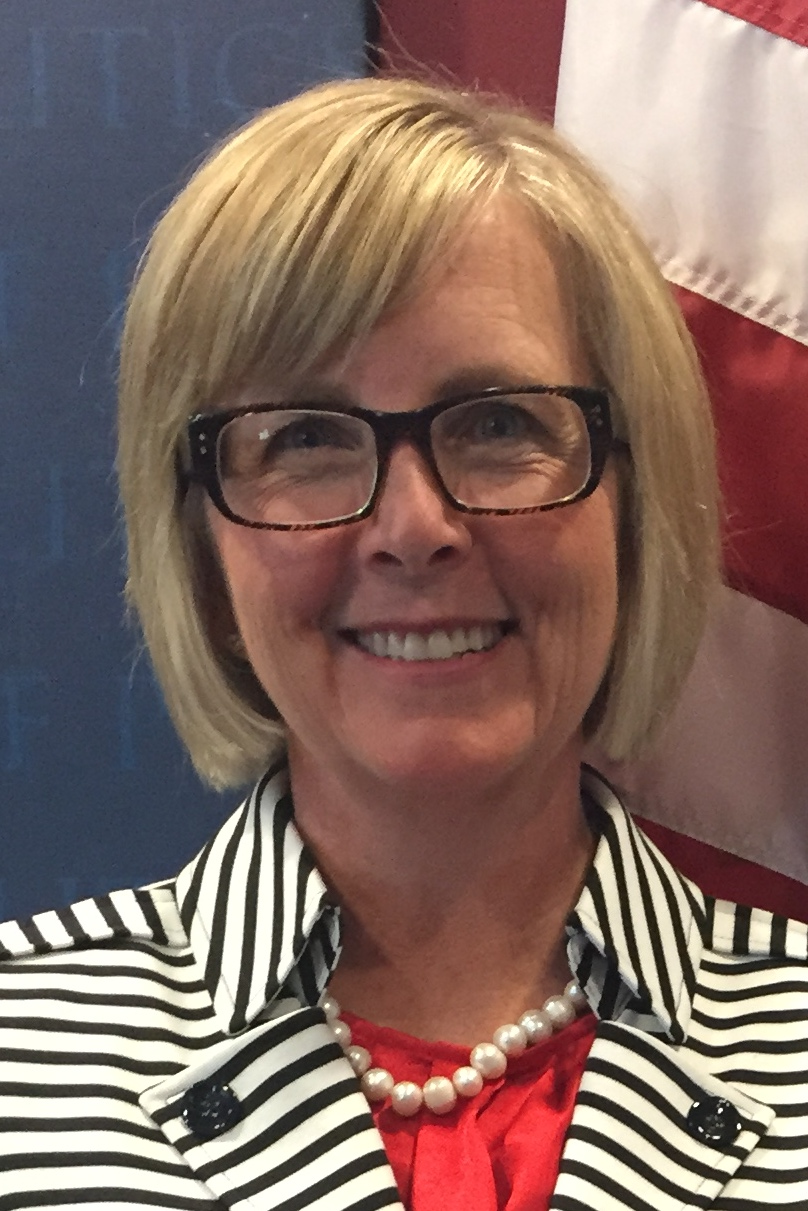
Бекки Эдвардс[англ.]

#### Кандидаты, не сумевшие подать документы
- Тайрон Дженсен — политический подкастер, кандидат в Сенат США (2018), кандидат в Палату представителей США (2020)[11][12]
- Бенджамин Дэвис[11]

#### Снявшиеся с выборов
- Брендан Райт — менеджер по планированию территории Церкви Иисуса Христа Святых последних дней[13][14][15] (поддержал Эдвардс)

#### Отказавшиеся от выдвижения
- Генри Айринг — доцент кафедры бухгалтерского учёта Лондонской школы экономики[16]
- Эрин Райдер — адвокат[17]
- Томас Райт[англ.] — брокер по недвижимости, председатель Республиканской партии Юты[англ.] (2011—2013), кандидат на пост губернатора (2020)[14]

### Опросы
Графическое представление
| Источник опроса        | Период проведения  | Размер выборки | Уровень погрешности | Эван Барлоу | Лой Брансон | Бекки Эдвардс | Джереми Фридбаум | Лэрд Хэмблин | Элли Айсом | Тайрон Дженсен | Майк Ли | Брендан Райт | Другие | НИ  |
| ---------------------- | ------------------ | -------------- | ------------------- | ----------- | ----------- | ------------- | ---------------- | ------------ | ---------- | -------------- | ------- | ------------ | ------ | --- |
| Dan Jones & Associates | 7–13 мая 2022      | 503 (ПИ)       | ±4,3%               | –           | –           | 19%           | –                | –            | 6%         | –              | 49%     | –            | –      | 26% |
| Dan Jones & Associates | 9–21 марта 2022    | 484 (ПИ)       | ±4,5%               | 6%          | 1%          | 19%           | 2%               | 1%           | 4%         | –              | 67%     | –            | –      | –   |
| OH Predictive Insights | 7–14 февраля 2022  | 366 (ЗИ)       | ±5,1%               | –           | –           | 5%            | –                | –            | 2%         | 2%             | 51%     | 2%           | –      | 37% |
| Dan Jones & Associates | 14–21 октября 2021 | 469 (ПИ)       | ±4,5%               | –           | –           | 7%            | –                | –            | 2%         | –              | 53%     | –            | 6%     | 32% |
| OH Predictive Insights | 2–8 августа 2021   | 337 (ЗИ)       | ±5,3%               | –           | –           | 3%            | –                | –            | 2%         | –              | 45%     | 3%           | –      | 48% |
| RMG Research           | 24–25 июня 2021    | 587 (ПИ)       | ±4,0%               | –           | –           | 11%           | –                | –            | –          | –              | 47%     | –            | 8%     | 33% |

### Результаты

#### Голосование на Съезде партии
| Майк Ли          | 2,621 | 70,74  |
| Бекки Эдвардс    | 436   | 11,77  |
| Элли Айсом       | 358   | 9,66   |
| Джереми Фридбаум | 132   | 3,56   |
| Эван Барлоу      | 75    | 2,02   |
| Лой Брансон      | 71    | 1,92   |
| Лэрд Хэмблин     | 12    | 0,32   |
| Всего            | 3,705 | 100,00 |

#### Праймериз

Результаты по округам:

| Кандидат | Кандидат          | Партия          | Голосов | %     |
| -------- | ----------------- | --------------- | ------- | ----- |
|          | Майк Ли (действ.) | Республиканская | 258 089 | 61,94 |
|          | Бекки Эдвардс     | Республиканская | 123 617 | 29,66 |
|          | Элли Айсом        | Республиканская | 34 997  | 8,40  |
| Всего    | Всего             | Всего           | 416 703 | 100   |

## Демократическая партия
Съезд Демократической партии Юты состоялся 23 апреля 2022 года. Кэл Уэстон был единственным демократом, который намеревался баллотироваться, однако партия приняла решение поддержать независимого кандидата Эвана Макмаллина вместо выдвижения собственного однопартийца. Бывший член Палаты представителей Бен Макадамс и мэр округа Солт-Лейк Дженни Уилсон поддержали кампанию Макмаллина.

### Кандидаты

#### Кандидаты, исключённые из списка решением Съезда партии
- Кэл Уэстон[англ.] — бывший сотрудник Госдепартамента США, кандидат в Палату представителей (2020)[21]

#### Кандидаты, не сумевшие подать документы
- Остин Сирл — музыкант[22]

#### Снявшиеся с выборов
- Аллен Глайнс — общественный активист, писатель[23]
- Николас Митчелл — учёный, бизнесмен[24] (кандидат в Палату представителей США)

#### Отказавшиеся от выдвижения
- Бен Макадамс[англ.] — член Палаты представителей от 4-го округа Юты (2019—2021)[25][26] (поддержал Макмаллина)
- Стив Шмидт[англ.] — политический обозреватель MSNBC, основатель проекта Линкольна[англ.], бывший политтехнолог Республиканской партии[27]

### Опросы
| Источник опроса        | Период проведения | Размер выборки | Уровень погрешности | Аллен Глайнс | Николас Митчелл | Стив Шмидт | Остин Сирл | Кэл Уэстон | Другие/ Неопределившиеся |
| ---------------------- | ----------------- | -------------- | ------------------- | ------------ | --------------- | ---------- | ---------- | ---------- | ------------------------ |
| OH Predictive Insights | 7–14 февраля 2022 | 110 (ЗИ)       | ±9,3%               | 2%           | 5%              | 16%        | 2%         | 14%        | 60%                      |

### Голосование на Съезде партии
Демократическая партия Юты провела съезд 23 апреля 2022 года. Сторонники независимого кандидата Эвана Макмаллина во главе с мэром округа Солт-Лейк Дженни Уилсон внесли предложение о том, чтобы партия отказалась от выдвижения кандидатов в Сенат и вместо этого «поддержала кампанию Макмаллина», утверждая, что отказ приведёт к разделению голосов на всеобщих выборах. Против этого предложения выступили сторонники Кэла Уэстона, единственного потенциального кандидата от Демократической партии, который, таким образом, получил бы номинацию, если бы предложение не было поддержано. Делегаты приняли решение поддержать Макмаллина с 57% — «за» и 43% — «против».
| Вариант | Голоса | %     |
| ------- | ------ | ----- |
| Да      | 782    | 56,83 |
| Нет     | 594    | 43,17 |
| Всего   | 1376   | 100   |

## Либертарианская партия

#### Номинант
- Джеймс Хансен — учитель[9][31][32]

#### Кандидаты, исключённые из списка решением Съезда партии
- Лакки Бово[9]

## Американская независимая партия

### Кандидаты

#### Заявившие о выдвижении
- Томми Уильямс — вечный кандидат[33]

## Независимые кандидаты

#### Заявившие о выдвижении
- Эван Макмаллин — политический активист, бывший сотрудник ЦРУ, кандидат в президенты США (2016)[34]

#### Снявшиеся с выборов
- Эван Барлоу — доцент Государственного университета Уэбера[англ.][35] (баллотируется от Республиканской партии)[8]

## Всеобщие выборы

### Предвыборная статистика
Обозначения:
- Р — равенство
- НП — небольшое преимущество
- ДП — достаточное преимущество
- СП — существенное, но преодолимое преимущество
- ОП — огромное преимущество

| Source                    | Ranking | As of            |
| ------------------------- | ------- | ---------------- |
| The Cook Political Report | СП (Р)  | 22 сентября 2022 |
| Inside Elections          | СП (Р)  | 23 сентября 2022 |
| Sabato's Crystal Ball     | СП (Р)  | 31 августа 2021  |
| Politico                  | СП (Р)  | 5 сентября 2022  |
| RealClearPolitics         | ОП (Р)  | 20 сентября 2022 |
| Fox News                  | СП (Р)  | 20 сентября 2022 |
| DDHQ                      | ОП (Р)  | 12 сентября 2022 |
| 538                       | СП (Р)  | 22 сентября 2022 |
| The Economist             | ОП (Р)  | 15 сентября 2022 |

### Дебаты
| 1 | 18 октября 2022 | Комиссия по дебатам Юты | Дуг Райт | YouTube | У | У |

### Опросы
Агрегированный источник
| Источник         | Период                    | По состоянию на  | Майк Ли (Р) | Эван Макмаллин (Н) | Другие | Преимущество |
| ---------------- | ------------------------- | ---------------- | ----------- | ------------------ | ------ | ------------ |
| FiveThirtyEight  | 15 июня – 31 октября 2022 | 31 октября 2022  | 47,7%       | 39,2%              | 13,1%  | Ли +8,5      |
| 270towin         | 10–31 октября 2022        | 31 октября 2022  | 46,0%       | 36,0%              | 18,0%  | Ли +10,0     |
| Среднее значение | Среднее значение          | Среднее значение | 46,8%       | 37,6%              | 15,6%  | Ли +8,8      |

Графическое представление
| Источник опроса               | Период проведения             | Размер выборки | Уровень погрешности | Майк Ли (Р) | Эван Макмаллин (Н) | Другие | НИ  |
| ----------------------------- | ----------------------------- | -------------- | ------------------- | ----------- | ------------------ | ------ | --- |
| Hill Research Consultants (I) | 29–30 октября 2022            | 500 (ПИ)       | –                   | 47%         | 46%                | –      | –   |
| Emerson College               | 25–28 октября 2022            | 825 (ПИ)       | ±3,3%               | 49%         | 39%                | 9%     | 4%  |
| Emerson College               | 25–28 октября 2022            | 825 (ПИ)       | ±3,3%               | 50%         | 40%                | 11%    | –   |
| OH Predictive Insights        | 25–27 октября 2022            | 600 (ПИ)       | ±4,0%               | 53%         | 34%                | 4%     | 9%  |
| Hill Research Consultants (I) | 8–11 октября 2022             | 500 (ПИ)       | –                   | 43%         | 49%                | 4%     | 4%  |
| Hill Research Consultants (I) | 8–11 октября 2022             | 500 (ПИ)       | –                   | 42%         | 46%                | 4%     | 8%  |
| Kurt Jetta (I)                | 4–11 октября 2022             | 406 (ЗИ)       | ±3,5%               | 38%         | 37%                | –      | 26% |
| Kurt Jetta (I)                | 4–11 октября 2022             | 239 (ПИ)       | ±3,5%               | 50%         | 38%                | –      | 12% |
| Dan Jones & Associates        | 3–6 октября 2022              | 801 (ЗИ)       | ±3,5%               | 41%         | 37%                | 8%     | 12% |
| Dan Jones & Associates        | 3–6 октября 2022              | 773 (ПИ)       | ±3,5%               | 42%         | 37%                | 8%     | 12% |
| Dan Jones & Associates        | 3–21 сентября 2022            | 815 (ЗИ)       | ±3,4%               | 36%         | 34%                | 13%    | 16% |
| Dan Jones & Associates        | 3–21 сентября 2022            | 786 (ПИ)       | ±3,4%               | 37%         | 34%                | 13%    | 16% |
| Lighthouse Research           | 30 августа – 13 сентября 2022 | 509 (ПИ)       | ±4,4%               | 48%         | 37%                | 10%    | 5%  |
| Kurt Jetta (I)                | 1–8 сентября 2022             | 474 (ЗИ)       | ±3,5%               | 40%         | 37%                | –      | 23% |
| Kurt Jetta (I)                | 1–8 сентября 2022             | 239 (ПИ)       | ±3,5%               | 43%         | 39%                | –      | 18% |
| Impact Research (I)           | 29 августа – 1 сентября 2022  | 800 (ПИ)       | ±3,5%               | 46%         | 47%                | –      | 7%  |
| WPA Intelligence (R)          | 4–5 августа 2022              | 500 (ПИ)       | –                   | 50%         | 32%                | 6%     | 12% |
| Dan Jones & Associates        | 13–18 июля 2022               | 801 (ЗИ)       | ±3,5%               | 41%         | 36%                | 14%    | 8%  |
| Momentive (D)                 | 12 июля 2022                  | 561 (В)        | ±4,1%               | 43%         | 32%                | –      | 26% |
| Momentive (D)                 | 12 июля 2022                  | 434 (ЗИ)       | ±4,7%               | 44%         | 34%                | –      | 22% |
| Momentive (D)                 | 12 июля 2022                  | 213 (ПИ)       | ±6,7%               | 50%         | 36%                | –      | 15% |
| WPA Intelligence (R)          | 14–16 июня 2022               | 300 (ПИ)       | ±5,7%               | 52%         | 33%                | –      | 15% |
| Dan Jones & Associates        | 24 мая – 15 июня 2022         | 803 (ЗИ)       | ±3,5%               | 41%         | 35%                | 4%     | 20% |
| Dan Jones & Associates        | 24 мая – 4 июня 2022          | 810 (ЗИ)       | ±3,5%               | 41%         | 37%                | 4%     | 19% |
| Momentive (D)                 | 5 марта 2022                  | 683 (В)        | ±3,7%               | 31%         | 26%                | –      | 44% |
| Momentive (D)                 | 5 марта 2022                  | – (ЗИ)         | –                   | 33%         | 27%                | –      | 40% |
| Momentive (D)                 | 5 марта 2022                  | – (ПИ)         | –                   | 38%         | 30%                | –      | 32% |

Бекки Эдвардс vs. Эван Макмаллин
| Источник опроса        | Период проведения     | Размер выборки | Уровень погрешности | Бекки Эдвардс (Р) | Эван Макмаллин (Н) | Другие | НИ  |
| ---------------------- | --------------------- | -------------- | ------------------- | ----------------- | ------------------ | ------ | --- |
| Dan Jones & Associates | 24 мая – 15 июня 2022 | 803 (ЗИ)       | ±3,5%               | 31%               | 29%                | 7%     | 34% |
| Dan Jones & Associates | 24 мая – 4 июня 2022  | 810 (ЗИ)       | ±3,5%               | 29%               | 28%                | 6%     | 37% |

Элли Айсом vs. Эван Макмаллин
| Источник опроса        | Период проведения     | Размер выборки | Уровень погрешности | Элли Айсом (Р) | Эван Макмаллин (Н) | Другие | НИ  |
| ---------------------- | --------------------- | -------------- | ------------------- | -------------- | ------------------ | ------ | --- |
| Dan Jones & Associates | 24 мая – 15 июня 2022 | 803 (ЗИ)       | ±3,5%               | 24%            | 34%                | 7%     | 36% |
| Dan Jones & Associates | 24 мая – 4 июня 2022  | 810 (ЗИ)       | ±3,5%               | 23%            | 34%                | 7%     | 36% |

Майк Ли vs. Кэл Уэстон vs. Эван Макмаллин
| Источник опроса        | Период проведения | Размер выборки | Уровень погрешности | Майк Ли (Р) | Кэл Уэстон (Д) | Эван Макмаллин (Н) | Другие | НИ  |
| ---------------------- | ----------------- | -------------- | ------------------- | ----------- | -------------- | ------------------ | ------ | --- |
| Dan Jones & Associates | 9–21 марта 2022   | 804 (ЗИ)       | ±3,5%               | 43%         | 11%            | 19%                | 3%     | 24% |
| OH Predictive Insights | 7–14 февраля 2022 | 739 (ЗИ)       | ±3,6%               | 34%         | 12%            | 24%                | –      | 30% |

Майк Ли vs. Стив Шмидт vs. Эван Макмаллин
| Источник опроса        | Период проведения | Размер выборки | Уровень погрешности | Майк Ли (Р) | Стив Шмидт (Д) | Эван Макмаллин (Н) | Другие/ Неопределившиеся |
| ---------------------- | ----------------- | -------------- | ------------------- | ----------- | -------------- | ------------------ | ------------------------ |
| OH Predictive Insights | 7–14 февраля 2022 | 739 (ЗИ)       | ±3,6%               | 36%         | 11%            | 23%                | 30%                      |

Майк Ли vs. Стив Шмидт
| Источник опроса        | Период проведения | Размер выборки | Уровень погрешности | Майк Ли (Р) | Стив Шмидт (Д) | Другие/ Неопределившиеся |
| ---------------------- | ----------------- | -------------- | ------------------- | ----------- | -------------- | ------------------------ |
| OH Predictive Insights | 7–14 февраля 2022 | 739 (ЗИ)       | ±3,6%               | 45%         | 25%            | 30%                      |

Майк Ли vs. Кэл Уэстон
| Источник опроса        | Период проведения | Размер выборки | Уровень погрешности | Майк Ли (Р) | Кэл Уэстон (Д) | Другие/ Неопределившиеся |
| ---------------------- | ----------------- | -------------- | ------------------- | ----------- | -------------- | ------------------------ |
| OH Predictive Insights | 7–14 февраля 2022 | 739 (ЗИ)       | ±3,6%               | 45%         | 25%            | 30%                      |

### Результаты
| Кандидат | Кандидат           | Партия                   | Голосов   | %     |
| -------- | ------------------ | ------------------------ | --------- | ----- |
|          | Майк Ли            | Республиканская          | 571 974   | 53,15 |
|          | Эван Макмаллин     | Независимый              | 459 958   | 42,75 |
|          | Джеймс Хансен      | Либертарианская          | 31 784    | 2,95  |
|          | Томми Уильямс      | Американская независимая | 12 103    | 1,13  |
|          | Вписанный кандидат | Вписанный кандидат       | 242       | 0,02  |
| Всего    | Всего              | Всего                    | 1 076 061 | 100   |